# Felsäkert läge
Felsäkert läge är ett sätt att starta operativsystemet Microsoft Windows för att underlätta felsökning vid allvarliga problem som förhindrar att systemet startar normalt.
I felsäkert läge startas operativsystemet med en minimal uppsättning program och drivrutiner för att öka chanserna till att datorn ska starta. Man kan i senare versioner välja att starta med eller utan aktiv nätverksanslutning. Att starta datorn i felsäkert läge gör att Windows inte startar några onödiga filer eller processer där virus eller liknande kan gömma sig. Genom att i det felsäkra läget sedan scanna efter skadlig programvara eller virus är chansen att komma åt dessa filer oftast mycket större än i vanliga Windows.
I felsäkert läge har man till exempel möjligheten att permanent stänga av program och drivrutiner som kan tänkas orsaka uppstartsproblemen. När man är klar med felsökningen startar man om datorn i vanligt läge igen.
För att starta datorn i felsäkert läge trycker man vid uppstart på F8-tangenten på tangentbordet, för att visa en meny med avancerade alternativ. Det räcker att trycka en gång, men det måste ske precis när Windows har börjat laddas, vilket gör att det kan vara enklare att trycka många gånger för att säkert "komma rätt" någon gång. Om man börjar trycka på F8-tangenten för tidigt kan vissa datorer visa ett meddelande om tangentbordsfel. I så fall får man starta om datorn och försöka igen, eller välja att ignorera felet (om det går). Välj Felsäkert läge med piltangenterna på tangentbordet och tryck sedan på Enter.
I Windows 10 går sättet att starta felsäkert läge till på ett lite annorlunda sätt jämfört med tidigare versioner av Windows.